# Kort Sivertsen
Kort Sivertsen, danski admiral, * 16. december 1622, Brevik, † 5. november 1675.